# Emil Danielsson (Leichtathlet)
Emil Danielsson (* 5. September 1997 in Järna) ist ein schwedischer Leichtathlet, der im Mittel- und Langstreckenlauf an den Start geht. Auch sein Vater Jonny Danielsson war als Leichtathlet aktiv.

## Sportliche Laufbahn
Erste internationale Erfahrungen sammelte Emil Danielsson bei den Crosslauf-Europameisterschaften 2014 in Samokow, bei denen er nach 20:42 min auf den zehnten Platz im U20-Rennen gelangte. Im Jahr darauf wurde er bei den Crosslauf-Europameisterschaften 2015 in Hyères nach 18:52 min 56. im U20-Rennen und 2016 schied er bei den U20-Weltmeisterschaften in Bydgoszcz mit 3:50,71 min in der Vorrunde im 1500-Meter-Lauf aus. Im selben Jahr begann er ein Studium an der University of New Mexico in den Vereinigten Staaten. Bei den Crosslauf-Europameisterschaften 2018 in Tilburg wurde er nach 24:54 min 31. im U23-Rennen und im Jahr darauf gelangte er bei den U23-Europameisterschaften in Gävle in 15:06,67 min auf den 22. Platz im 5000-Meter-Lauf. Anschließend gelangte er bei den Crosslauf-Europameisterschaften in Lissabon mit 25:43 min auf Rang 33 im U23-Rennen. Bei den Crosslauf-Europameisterschaften 2022 in Turin lief er nach 30:49 min auf dem 28. Platz im Einzelbewerb ein. Im Jahr darauf schied er bei den Halleneuropameisterschaften in Istanbul mit 3:53,89 min im Vorlauf über 1500 Meter aus und wurde im Finale im 3000-Meter-Lauf disqualifiziert. Im Juni wurde er bei der 1. Liga der Team-Europameisterschaft im Rahmen der Europaspiele in Chorzów in 3:38,34 min Sechster über 1500 Meter. Im August schied er bei den Weltmeisterschaften in Budapest mit 3:34,16 min im Halbfinale über 1500 Meter aus und kam mit 13:54,35 min nicht über den Vorlauf über 5000 Meter hinaus. Im Dezember wurde er bei den Crosslauf-Europameisterschaften in Brüssel nach 31:47 min 45. im Einzelrennen. 2024 schied er bei den Europameisterschaften in Rom mit 3:51,67 min im Vorlauf über 1500 Meter aus und gelangte über 5000 Meter mit 13:27,42 min auf Rang zwölf.
2023 wurde Danielsson schwedischer Meister im 5000-Meter-Lauf sowie Hallenmeister über 3000 Meter.

## Persönliche Bestleistungen
- 1500 Meter: 3:34,10 min, 20. August 2023 in Budapest
  - 1500 Meter (Halle): 3:40,94 min, 19. Februar 2023 in Malmö
  - Meile (Halle): 3:57,28 min, 2. Februar 2023 in Ostrava (schwedischer Rekord)
- 3000 Meter: 7:39,70 min, 2. Juli 2023 in Stockholm
- 3000 m Hindernis: 7:48,23 min, 28. Januar 2023 in Manchester
- 5000 Meter: 13:13,43 min, 18. Juni 2023 in Göteborg